# Ricardo Neville
Ricardo Neville (22 de novembro de 1428 – 14 de abril de 1471), conhecido como "Warwick, o Fazedor de Reis", foi um nobre inglês, administrador, proprietário de terras da fortuna da Casa de Neville e comandante militar, sendo um dos principais intervenientes na Guerra das Rosas. Iniciando o conflito do lado da Casa de Iorque, tornou-se um apoiante dos Lencastre em 1468. Como a subida ao trono de Eduardo IV de Inglaterra, bem como o regresso breve ao poder de Henrique VI, se devem a vitórias suas no campo de batalha, Warwick é conhecido como o Influente. Ele foi o 16.º conde de Warwick. 
Warwick era o filho mais velho e herdeiro de Ricardo Neville, Conde de Salisbury e de Alice Montagu. Através do casamento com Anne Beauchamp, herdou também o Condado de Warwick e tornou-se num dos homens mais poderosos de Inglaterra. Durante as lutas de poder que antecederam a guerra das rosas, Warwick aliou-se à facção de York e foi instrumental na deposição de Henrique VI e sua substituição por Eduardo IV. Durante algum tempo, foi o principal homem de confiança de Eduardo, mas ambos acabaram por discutir violentamente e Warwick foi afastado da corte. O foco de discussão era a crescente influência da família Woodville junto de Eduardo e a sua recusa em casar dentro de uma das potências europeias. Em revolta aberta, Warwick enfrentou e derrotou os exércitos reais em 1469, chegando mesmo a colocar Eduardo IV sob prisão. A sua ideia era governar em seu nome, mas não tinha apoios suficientes entre a classe aristocrática para tal e foi obrigado a libertar o rei. Sob pena de uma acusação de alta traição, Warwick voltou-se para Margarida de Anjou, líder do partido de Lencastre, então exilada em França e ansiosa por angariar aliados em Inglaterra. Eduardo de Westminster, príncipe de Gales e herdeiro do deposto Henrique VI, casou com Anne Neville em 1470, selando assim a mudança de facção do Influente. 
Warwick invadiu Inglaterra com um exército lancastriano e derrotou Eduardo IV, repondo Henrique VI de Inglaterra no poder a 30 de Outubro. A vantagem não foi segura e os reforços encabeçados por Margarida de Anjou demoraram a chegar. Warwick foi derrotado por um contra ataque de Eduardo IV e morto na batalha de Barnet. Pouco depois, Margarida de Anjou e Eduardo de Westminster seriam também derrotados na batalha de Tewksbury e Eduardo IV regressava ao trono.

## Descendência
De Anne Beauchamp:
- Isabel Neville (1451-1476), casou com George, Duque de Clarence
- Anne Neville (1456-1485), casou com 1) Eduardo de Westminster, Príncipe de Gales;[2] 2) Ricardo III, Rei de Inglaterra